# José Cañaveral
José Cañaveral y Pérez (Sevilla, 1833-Madrid, 1894) fue un pintor español hermano del también artista Alfonso Cañaveral y Pérez. Nacido en Sevilla, se formó artísticamente en la Escuela de Bellas Artes de su ciudad, más tarde se trasladó a Madrid donde fue discípulo de Federico Madrazo. En 1869 viajó a París, ciudad en la que entabló amistad con otras pintores españoles, entre ellos Mariano Fortuny. Tras el inicio de la guerra Franco-Prusiana, volvió a España, estableciéndose definitivamente en Madrid a partir de 1875. Su obra puede encuadrarse dentro del costumbrismo andaluz.